# Blauwe zwemkrab

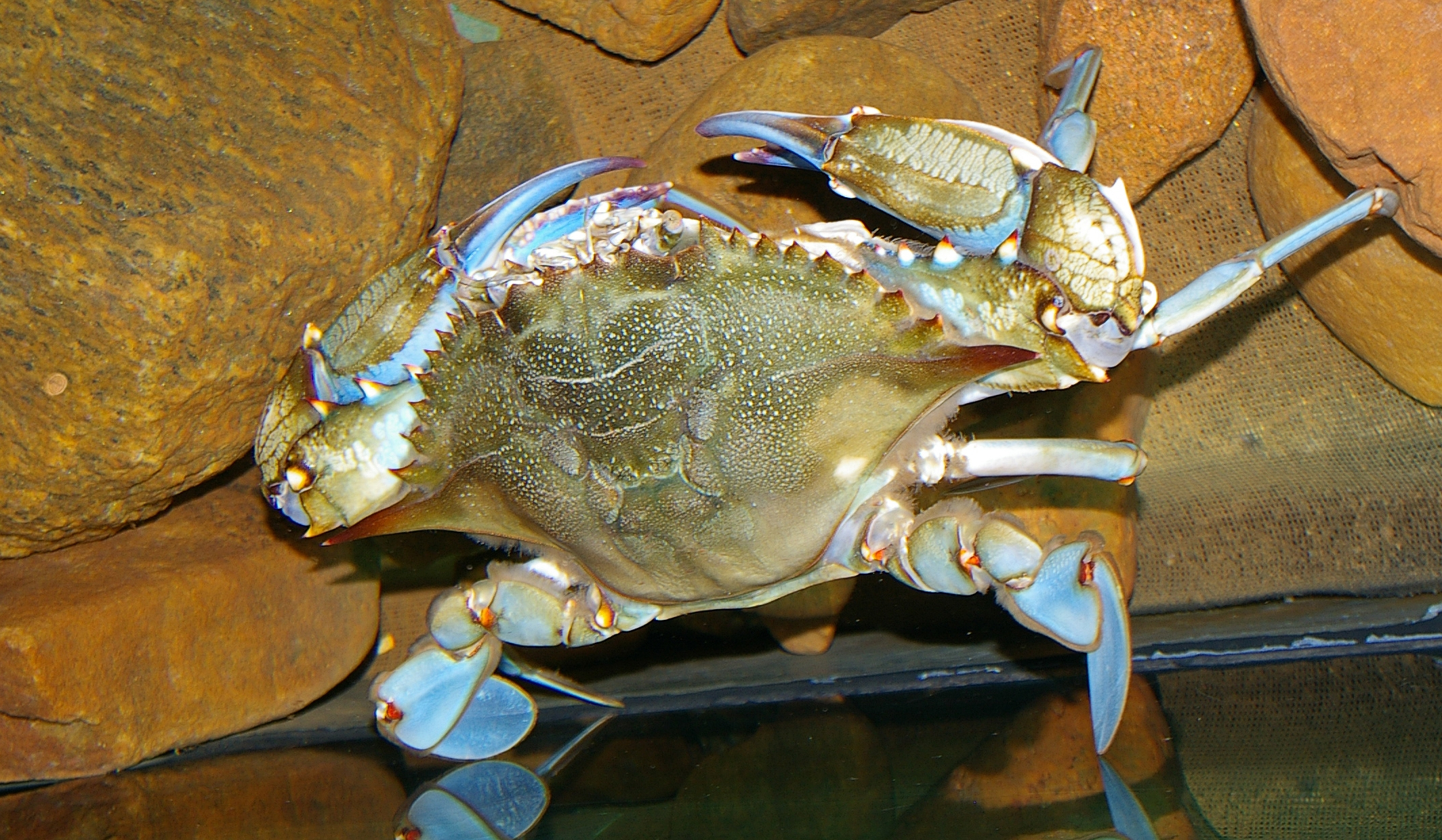

De blauwe zwemkrab (Callinectes sapidus) is een krab uit de familie Portunidae, ook wel zwemkrabben genoemd. Er is ook een krab met de naam blauwpootzwemkrab (Liocarcinus depurator), deze soort ziet er echter anders uit.

## Anatomie
De blauwe zwemkrab dankt de naam aan de blauwe kleur poten en is het makkelijkst te herkennen aan de zeer grote zijwaarts wijzende stekel aan iedere zijde van het schild. Het achterste paar poten is peddel-achtig afgeplat, zoals bij alle zwemkrabben om beter te kunnen zwemmen. Mannetjes zijn van vrouwtjes te onderscheiden door de respectievelijk twee en vijf buikplaten en volwassen vrouwtjes hebben twee rode scharen, mannetjes hebben blauwe scharen. De bovenzijde is olijfkleurig tot bruinzwart en de schildbreedte is maximaal 25 centimeter, mannetjes worden groter dan vrouwtjes.

## Ecologie
Van oorsprong leeft deze soort in Amerika. In Europa is hij voor het eerst waargenomen in 1900, aan de Atlantische kust van Frankrijk. Het dier is waarschijnlijk meerdere malen met ballastwater meegekomen naar verschillende plekken in Europa en heeft zich daar over de meeste kustgebieden verspreid.  De krab leeft langs de kust bij riviermondingen en kan in zowel zoet, brak als zout water overleven en ook de temperatuurstolerantie is groot: van enkele graden boven nul tot meer dan dertig graden. De soort staat bekend als delicatesse en wordt verhandeld. Het voedsel van de blauwe zwemkrab bestaat uit aas, zeedieren zoals zeesterren en ook wel andere krabben.

## Voortplanting
Deze soort plant zich in grote aantallen voort, de bijna volwassen vrouwtjes produceren een feromoon dat via de urine wordt uitgescheiden en de mannetjes lokt. Per keer worden gemiddeld meer dan een miljoen eitjes afgezet. Het eerste larvestadium is vrijzwemmend, er volgen nog zeven en soms acht stadia voor de krab volwassen is. De larve kan alleen vervellen als het water rond de 20 graden is.

## Plaag
De blauwe krab is een uitheemse en invasieve soort: hij heeft zich aangepast aan het mediterrane klimaat en veroorzaakt schade aan de viskweek en de teelt van weekdieren, omdat hij zich zeer overvloedig voortplant. Hij kan ook sommige soorten visnetten met zijn  klauwen beschadigen, kwekerijen binnendringen en hier serieuze schade aanrichten.
In Italië is daarom eind augustus 2023 een actie gestart om het dier op het menu te zetten van veel restaurants. "Zo maak je van een nadeel een voordeel", zegt men.